# هانس جرام
هانس جرام (بالإنجليزية: Hans Gram)‏ هو ملحن أمريكي، ولد في 20 مايو 1754 في كوبنهاغن في الدنمارك، وتوفي في 28 أبريل 1804 في بوسطن في الولايات المتحدة.

## وصلات خارجية
- هانس جرام على موقع ميوزك برينز (الإنجليزية)